# Portfolio.hu
Portfolio.hu – węgierski portal internetowy o tematyce finansowo-gospodarczej.
Został uruchomiony w 1999 roku.
Strony portalu są dostępne w dwóch językach: węgierskim i angielskim. W ciągu miesiąca serwis odnotowuje ponad 10 mln wizyt. W styczniu 2021 r. zajmował 42. miejsce w krajowym rankingu Alexa.